# ضخامة شعرية
ضخامة شعرية (بالإنجليزية: Trichomegaly)‏ هي حالةٌ خلقية تكون فيها الرموش طويلةً بشكلٍ غير طبيعي، بحيثُ تكون أكبر من 12 ملم في المنطقة المركزية و8 ملم في الطرف المحيطي. استُخدمَ هذا المُصطلح للمرة الأولى بواسطة جراي إتش. عام 1944 في منشورٍ له في نشرة ستانفورد الطبية، وعلى الرغم من ذلك فهو يُعتبر ثالث شخص يُميز هذا الاضطراب، حيثُ نُشرَ عنه سابقًا في تقريرين باللغةِ الألمانية بواسطة رايتر عام 1926 وباب عام 1931. اقتراحَ جراي تسميتها "رموش الأفلام"، وذلك كون الرُموش الطويلة كانت من السمات المرغوب بوجودها في النِساء آنذاك لإشراكهن بالأفلام.

## الأسباب
هناك العديد من العوامل المُسببة لهذا الاضطراب، ويمكن تقسيمها إلى ثلاثِ فئاتٍ رئيسية وتتضمن ما يلي:

### متلازمات خلقية
- متلازمة أوليفر-ماكفارلين
- متلازمة كورنيليا دي لانج
- حثل المخروطية
- رباعية فالو
- متلازمة هيرمانسكي-بودلاك
- متلازمة غولدشتاين هوت
- نقص الملانين ورقي الشكل

### اضطرابات مُكتسبة
- فقدان الشعر البقعي
- مرض النسيج الضام، مثل
  - ذئبة حمامية شاملة
  - التهاب العضلات والجلد
  - حمى الدجاجة
  - التهاب الجلد التأتبي
- إيدز
- سرطانة غدية نقيلي كلوية
- اضطراب الأكل، مثل فقدان الشهية العصابي
- حمل

### أدوية
- مضاهئ البروستاغلاندين
- سيتوكسيماب
- بماتوبروست، لاتانوبروست
- فينيتوين
- مينوكسيديل
- سيكلوسبورين
- توبيرامات
- ستربتوميسين
- كورتيكوستيرويد
- بنيسيلامين